# ツール・ド・ラブニール
ツール・ド・ラヴニール (Tour de l'Avenir) は、フランスで行われる自転車プロロードのステージレース。Avenir とは「将来・未来」の意で、若手ロード選手が出場する大会である。1961年から開催され、1985年からは毎年9月に開催されている。現在では、UCIヨーロッパツアーのU23（23歳未満）の大会の一つになっている。
1961年にアマチュア限定のレースとして誕生。当初は国別の1チーム8名で競われ、うち4名が25歳未満でなければならなかった。1981年からプロ選手も参加できるようになり、2007年からは19歳以上23歳未満の選手のみが出場する今の形となった。優勝選手が後にグランツールで活躍することも多く、若手選手の登竜門的大会となっている。
大会の名称が異なる年があり、1970年は「グランプリ・ド・ラヴニール」、1972年〜1978年は「トロフェ・プジョー・ド・ラヴニール」（1975年は開催されず）、1986年〜1990年は「ツール・ド・コミュノーテ・ヨーロピアンヌ」（1991年は開催されず）だった。

## 歴代優勝者
| 年   | 優勝者                             |
| ---- | ---------------------------------- |
| 1961 | ギド・デロッソ                     |
| 1962 | アントニオ・ゴメス・デル・モラル   |
| 1963 | アンドレ・ジメルマン               |
| 1964 | フェリーチェ・ジモンディ           |
| 1965 | マリアーノ・ディアス               |
| 1966 | ミーノ・デンティ                   |
| 1967 | クリスティアン・ロビーニ           |
| 1968 | ジャンピエール・ブラール           |
| 1969 | ヨープ・ズートメルク               |
| 1970 | マルセル・ドゥシェマン             |
| 1971 | レジ・オヴィオン                   |
| 1972 | フェドル・デン・ヘルトフ           |
| 1973 | ジャンバッティスタ・バロンケッリ   |
| 1974 | エンリケ・マルティネス・エレディア |
| 1975 | 開催なし                           |
| 1976 | スヴァン＝アケ・ニルソン           |
| 1977 | エディ・スヘペルス                 |
| 1978 | セルゲイ・スホルチェンコフ         |
| 1979 | セルゲイ・スホルチェンコフ         |
| 1980 | アルフォンソ・フロレス             |
| 1981 | パスカル・シモン                   |
| 1982 | グレッグ・レモン                   |
| 1983 | オラフ・ルードヴィッヒ             |
| 1984 | シャーリー・モテ                   |
| 1985 | マルティン・ラミレス               |
| 1986 | ミゲル・インドゥライン             |
| 1987 | マルク・マディオ                   |
| 1988 | ローラン・フィニョン               |
| 1989 | パスカル・リノ                     |
| 1990 | ヨハン・ブリュイネール             |
| 1991 | 開催なし                           |
| 1992 | エルヴェ・ガレル                   |
| 1993 | トマ・ダヴィ                       |
| 1994 | アンヘル・カセロ                   |
| 1995 | エマニュエル・マニアン             |
| 1996 | ダビ・エチェバリア                 |
| 1997 | ローラン・ルー                     |
| 1998 | クリストフ・リネロ                 |
| 1999 | ウナイ・オサ                       |

| 年   | 優勝者                                                     |
| ---- | ---------------------------------------------------------- |
| 2000 | イケル・フロレス                                           |
| 2001 | デニス・メンショフ                                         |
| 2002 | エフゲニー・ペトロフ                                       |
| 2003 | エゴイ・マルティネス                                       |
| 2004 | シルヴァン・カルザティ                                     |
| 2005 | ラース・バク                                               |
| 2006 | モイセス・ドゥエニャス                                     |
| 2007 | バウク・モレマ                                             |
| 2008 | ヤン・バケランツ                                           |
| 2009 | ロメン・シカール                                           |
| 2010 | ナイロ・キンタナ                                           |
| 2011 | エステバン・チャベス                                       |
| 2012 | ワラン・バルギル                                           |
| 2013 | ルーベン・フェルナンデス                                   |
| 2014 | ミゲル・アンヘル・ロペス                                   |
| 2015 | マルク・ソレル                                             |
| 2016 | ダヴィド・ゴデュ                                           |
| 2017 | エガン・ベルナル                                           |
| 2018 | タデイ・ポガチャル                                         |
| 2019 | トビアス・フォス                                           |
| 2020 | 新型コロナウイルス感染症の世界的流行 (2019年-)により未開催 |
| 2021 | トビアス・ハラン・ヨハンネセン                             |
| 2022 | キアン・アイデブルックス                                   |
| 2023 | イサーク・デル・トロ                                       |
| 2024 | ジョセフ・ブラックモア                                     |